# Rebordelo (Amarante)
Rebordelo is een plaats (freguesia) in de Portugese gemeente Amarante en telt 398 inwoners (2001).